# И проиграли бой (фильм)
«И проиграли бой» (англ. In Dubious Battle) — американский драматический фильм режиссёра Джеймса Франко по одноимённому роману Джона Стейнбека. Премьера фильма состоялась на Венецианском кинофестивале 3 сентября 2016 года.

## Сюжет
1930 год. Решающий момент в истории США — рабочие по всей стране начинают создавать профсоюзы для защиты своих прав, пытаясь бороться за лучшее обращение и достойную заработную плату от своих работодателей. В Калифорнийской долине между мигрантами-сборщиками яблок и членами ассоциации местных овощеводов возникает трудовой конфликт. Активист «Партии» Джим Нолан (Нэт Вулфф), понимая важность организованного труда, начинает участвовать в рабочем движении и организовывает крупную забастовку около 900 сборщиков яблок, чтобы привлечь больше людей к своему делу.

## В ролях
| Актёр               | Роль            |
| ------------------- | --------------- |
| Нэт Вулфф           | Джим Нолан      |
| Джош Хатчерсон      | Винн            |
| Роберт Дюваль       | Крис Болтон     |
| Винсент Д’Онофрио   | Лондон          |
| Эд Харрис           | Джой            |
| Джеймс Франко       | Мак Маклеод     |
| Ана О’Райли         | Эдит Мэлоун     |
| Анали Типтон        | Вера            |
| Селена Гомес        | Лиза            |
| Скотт Хазе          | Франк           |
| Сэм Шепард          | мистер Андерсон |
| Алекс Морф          | Бёрк            |
| Зак Брафф           | Коннор          |
| Брайан Крэнстон     | шериф           |
| Дэнни Макбрайд      | бродяга         |
| Джейкоб Лёб         | Пол             |
| Остин Стоуэлл       | Эдди            |
| Эшли Грин           | Элис            |
| Джоэль Марш Гарлэнд | Эл              |
| Джон Сэвидж         | Дэн             |

## Производство
30 января 2015 года было объявлено о том, что Джеймс Франко исполнит роль в новом фильме, режиссёром которого он же и станет.
Опубликованный в 1936 году роман «И проиграли бой», считающийся первым крупным произведением будущего лауреата Пулитцеровской и Нобелевской премий Джона Стейнбека, был адаптирован сценаристом Мэттом Рэджером, работавшим ранее с Франко над картинами «Когда я умирала» и «Шум и ярость» по одноимённым произведениям Уильяма Фолкнера. Помимо того, в 2014 году Франко дебютировал на Бродвейской сцене в спектакле «О мышах и людях» по Стейнбеку. В тот же день роли получили Винсент Д’Онофрио, Роберт Дюваль, Кигэн Аллен, Эд Харрис, Брайан Крэнстон, Селена Гомес и Дэнни Макбрайд. В то же время были начаты поиски актёров для массовки. Позже, продюсерами стали Андреа Иерволино, Моника Бакарди, Скотт Рид, Винс Джоливетт, Рон Сингер и Ирис Торрес. Финансирование взяли на себя компании «AMBI Pictures», «RabbitBandini Productions» и «That's Hollywood Pictures Productions», а права на прокат были куплены «AMBI Distribution» и «CAA».
16 марта на главную роль был назначен Нэт Вулфф. В течение следующих двух дней, к актёрской команде присоединились Джош Хатчерсон, Зак Брафф, Анали Типтон, Джон Сэвэдж, Эшли Грин и Ана О’Райли. 24 марта роль получил Скотт Хазе.
Основные съемки начались 19 марта 2015 года в Атланте и Боствике (штат Джорджия), закончившись в апреле 2015 года.